# Harry Wu
Harry Wu (čínsky: 吴弘达; 8. února 1937 Šanghaj – 26. dubna 2016 Honduras) byl čínský disident, politický vězeň a aktivista za lidská práva. Strávil 19 let v pracovních táborech, od roku 1985 žil v USA. V roce 1992 založil nadaci Laogai Research Foundation.

## Život
Harry Wu pocházel z bohaté šanghajské rodiny. V roce 1949 po nástupu komunistů k moci jim byla zabavena většina majetku. Wu začal studovat geologii na univerzitě, ve věku 23 let byl ale zatčen jako „pravičák a kontrarevolucionář“ a odsouzen do pracovního tábora. Podle svého životopisu byl umístěn v celkem dvanácti táborech a pracoval na poli, v uhelných dolech i na stavbách. Zkušenosti z táborů později popsal v díle Bitter Winds: A Memoir of My Years in China's Gulag (1994).
V roce 1979 byl po devatenácti letech propuštěn a získal místo učitele na univerzitě v Pekingu. V roce 1985 se na pozvání Kalifornské univerzity v Berkeley odstěhoval do Spojených států. Zde působil jako učitel a kromě toho střídal různá jiná zaměstnání, aby si vydělal na ubytování. Během prvních let v USA se nechtěl věnovat politice, později ale změnil názor. V roce 1992 vydal Laogai: The Chinese Gulag, ve stejném roce založil nadaci Laogai Research Foundation, která se snaží zvýšit povědomí veřejnosti o čínských pracovních táborech.
Do Číny se často vracel, aby sbíral důkazy o pracovních táborech. Při jedné z těchto návštěv byl roku 1995 znovu zatčen a odsouzen k 15 letům odnětí svobody za špionáž, po dvou měsících byl ale vypovězen zpět do USA.
Během svého života vedl kampaň za svobodu vyznání, proti trestu smrti, obchodování s orgány a kontrole porodnosti.
V roce 2004 se osobně účastnil festivalu Jeden svět v České republice, kde byly promítány jeho dokumenty Čínský gulag a Komunistická charita. V roce 2010 se zúčastnil v Praze konference o zločinech komunismu.
Byl ženatý, měl jednoho syna.
Zemřel 26. dubna 2016 ve věku 79 let během dovolené v Hondurasu.

## Dílo (výběr)
Ve svých knihách a dokumentech se zabýval otázkou lidských práv.

### Knihy
- Laogai: The Chinese Gulag (1992), popis systému čínských pracovních táborů
- Bitter Winds: A Memoir of My Years in China's Gulag (1994), autobiografie, zkušenosti z devatenáctiletého věznění
- Troublemaker (1996), autobiografie, tajné cesty do Číny a zadržení v roce 1995
- Thunderstorm in the Night (2003), první jeho kniha psaná čínsky, kompletní autobiografie

### Dokumenty
- Čínský gulag
- Komunistická charita (Communist Charity[6], 1998)